# Weil am Rhein
Weil am Rhein es la ciudad y comuna más suroccidental de Alemania. Se encuentra en el límite con Suiza y Francia. Junto a Lörrach forma un Oberzentrum o centro principal urbano.

## Geografía
Weil am Rhein se encuentra al pie del cerro de Tüllingen en la planicie del Rin y se extiende hacia el oeste hasta ese río. La situación especial entre el Rin y la Selva Negra contribuye a que haya un clima particularmente cálido y apropiado para la producción de vino. Los Vosgos y los Alpes se encuentran a la vista. La parte más alta de Weil am Rhein está algo por debajo de la cima del cerro de Tüllingen a 455 metros sobre el nivel del mar.

## Historia

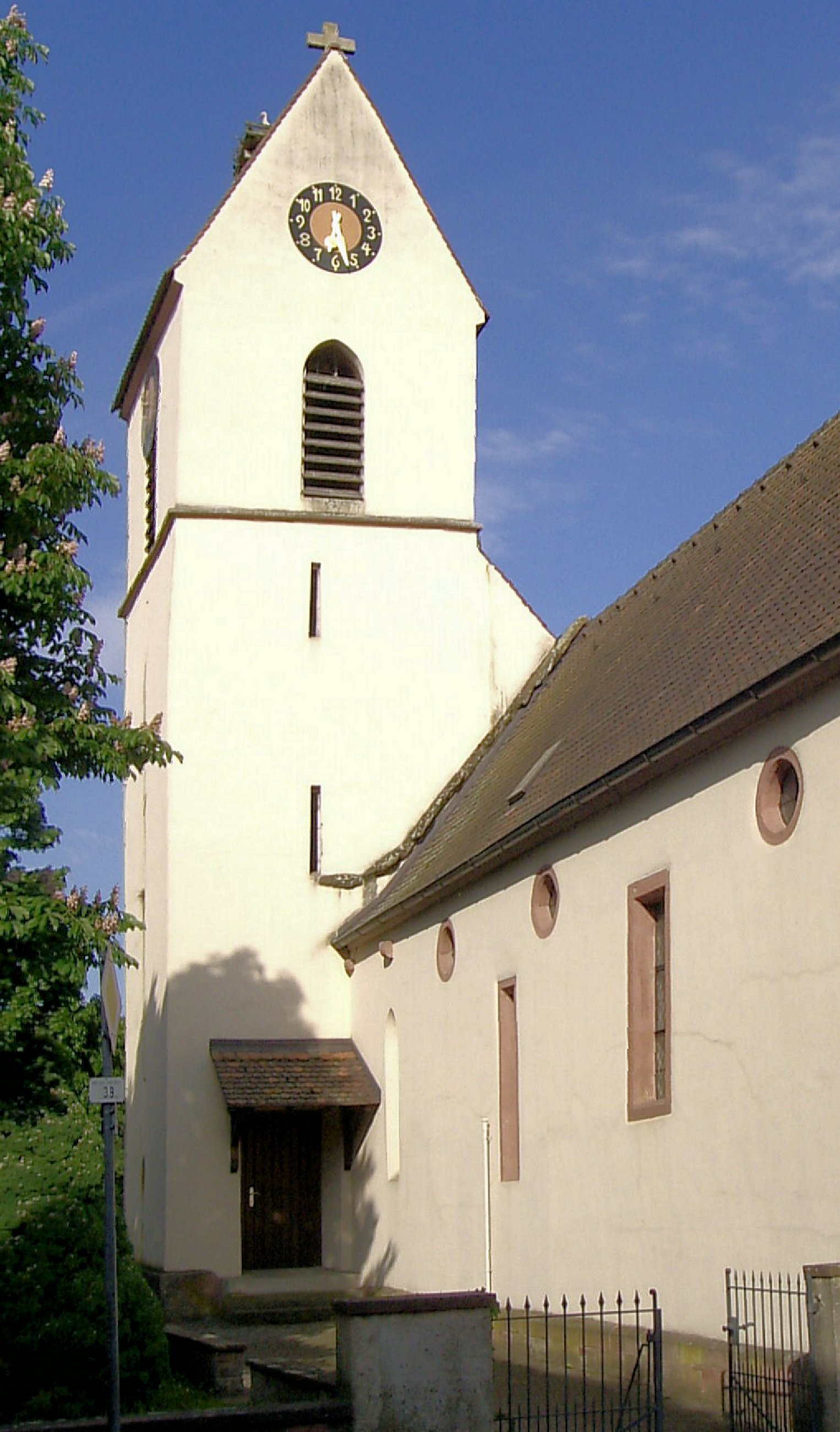
Iglesia evangélica en el barrio de Märkt.

La primera mención del pueblo se remonta al 27 de febrero de 786, cuando se le llama Willa, un nombre que tiene un probable origen romano. Un hombre llamado Ercaupert le regaló su parte de la iglesia de Willa (Weil) al convento de St. Gall. Weil pasó a formar parte en 1361 o 1368 de la marca de Hachberg-Sausenberg y se convirtió en feudo de Rötteln. Pasó al margraviato de Baden en 1503 junto con Rötteln.  
Fue saqueada por las tropas francesas en 1678, durante la guerra franco-neerlandesa.
El duque de Villars cruzó el Rin en este punto en 1702 para luchar en la batalla de Friedlingen durante la guerra de Sucesión Española. Weil sufrió grandes daños en ese conflicto.
En 1809 durante el Gran Ducado de Baden, pasó a formar parte del Oberamt de Lörrach, del que se creó el Landkreis de Lörrach en 1939. La agricultura dominó la industria local hasta el siglo XIX, cuando la población comenzó a crecer, favorecido por sus conexiones favorables para el transporte entre Alemania, Suiza y Francia. En 1913 se construyó una gran estación de mercancías enlazada con Basilea. Se establecieron industrias textiles suizas en el barrio de Friedlingen. En 1934 se construyó un puerto en el Rin.
La población comenzó a crecer rápidamente de nuevo después de la Segunda Guerra Mundial debido al flujo de refugiados. Las comunidades de Ötlingen, Haltingen y Märkt fueron incorporadas entre 1971 y 1975 a Weil.

## Política

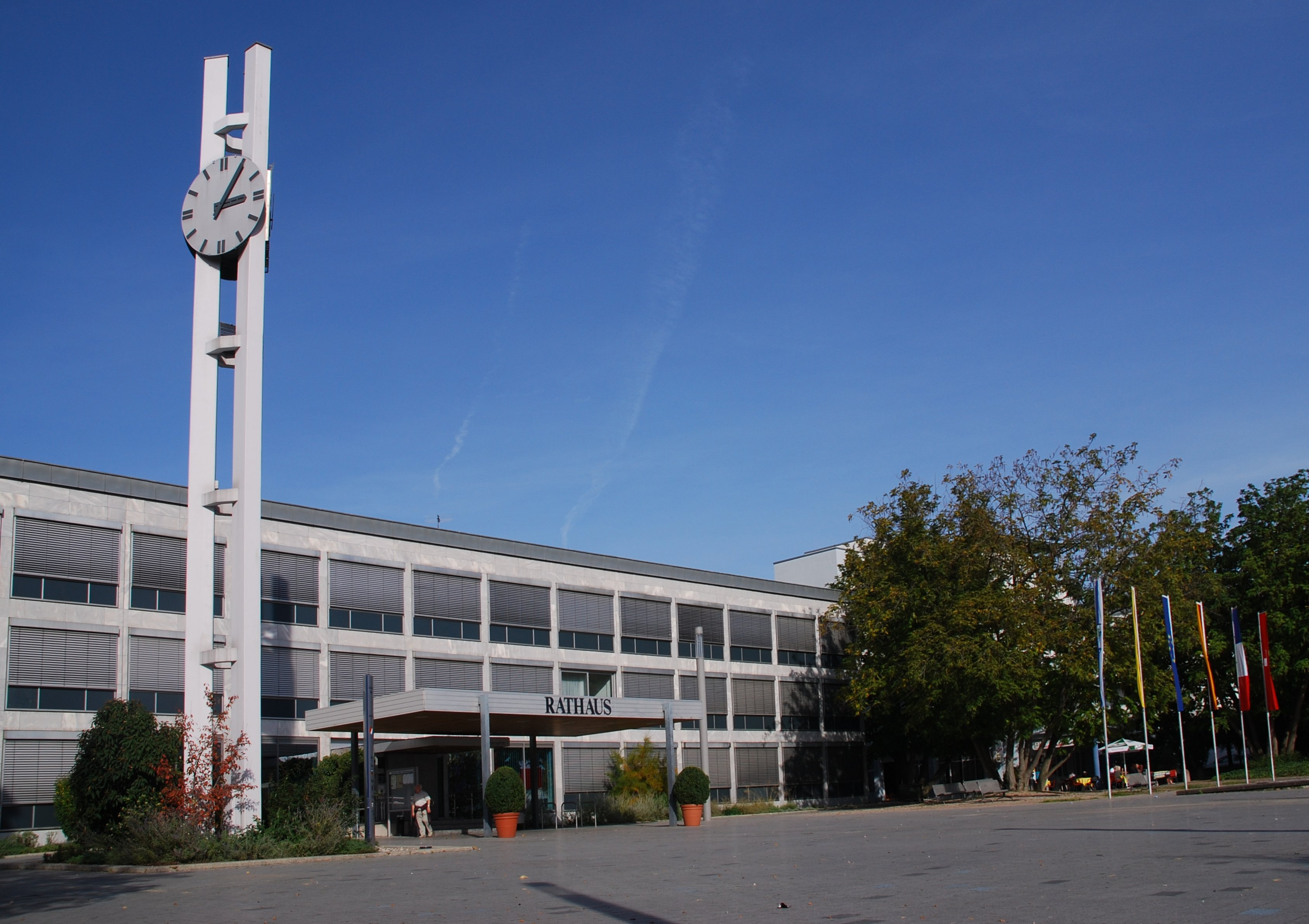
Ayuntamiento de Weil am Rhein.

Como Große Kreisstadt o Gran Ciudad Circundiaria, Weil am Rhein está bajo la jurisprudencia del Departamento Jurídico de la Región de Friburgo.

### Concejo municipal
Desde las elecciones municipales del 7 de junio de 2009, el concejo de Weil se compone de 26 concejales (antes eran 33).

## Cultura y sitios de interés
La Vía del Vino de Baden, con numerosos puntos de interés, comienza en Weil am Rhein. Desde el centro de la ciudad hasta Ötlingen pasa el Camino del Vino de Weil, con vista al Valle del Rin.
El centro cultural tiene unos 20 talleres de artistas y ofrece eventos culturales (teatro, conciertos).

### Museos

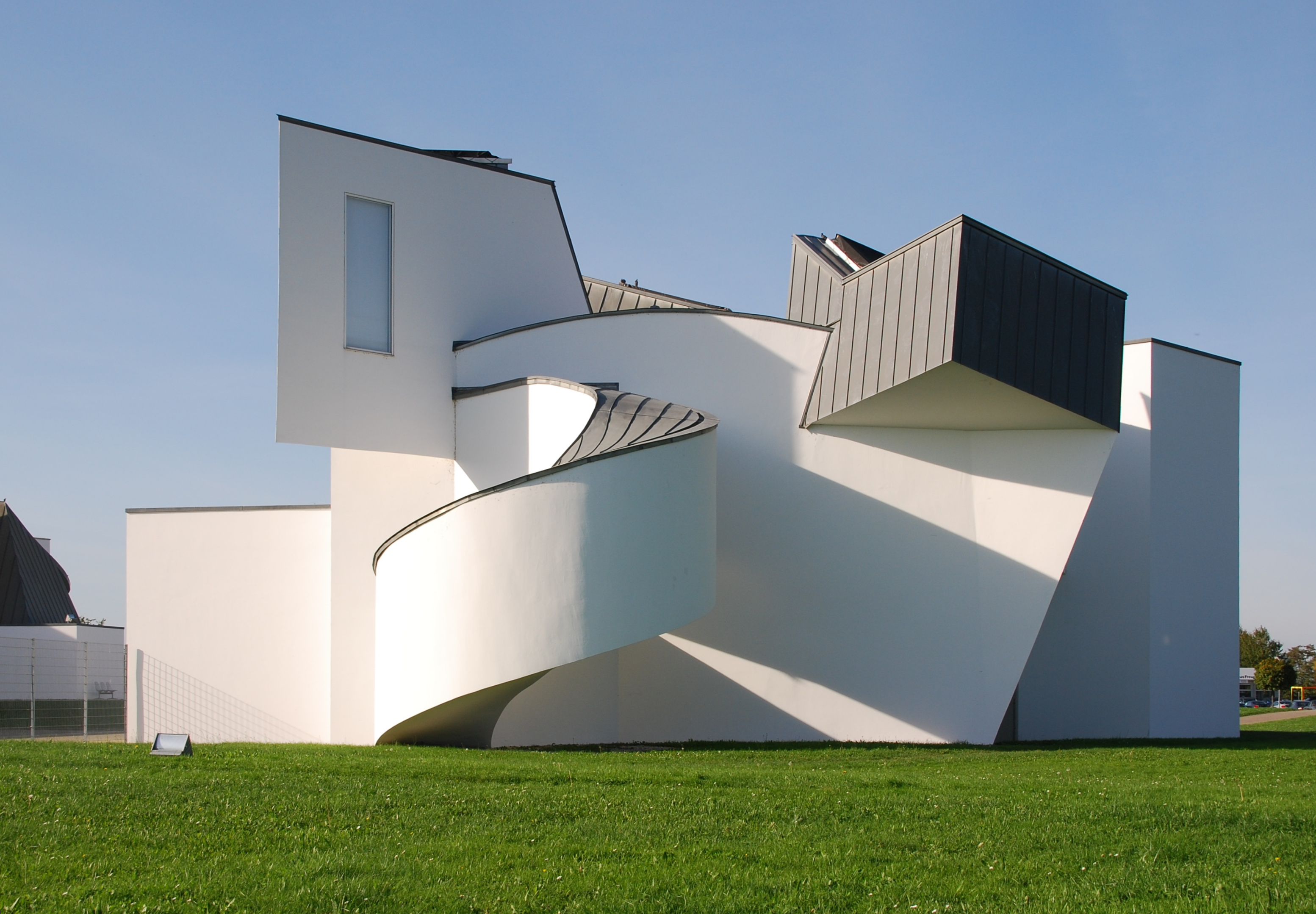
Vitra Design Museum.

El Museo en la Lindenplatz (Plaza de los tilos) se halla en un edificio clasicista de 1845. Aquí se presentan exhibiciones no permanentes sobre temas culturales históricos sobre la arqueología de la ciudad, arte, literatura y música.
Hay un tren museo que circula ahora por el trazado del antiguo ferrocarril por el valle del Kander, que pasa por Haltingen hacia Kandern.
El Museo de Diseño Vitra de Frank Gehry es una de las edificaciones más importantes de su tipo en Europa. También hay un museo de la agricultura y un Museo de la Historia del Textil de Weil. La zona de Ötlingen tiene con su Café de Pueblo un museo propio.